# 安村竹松

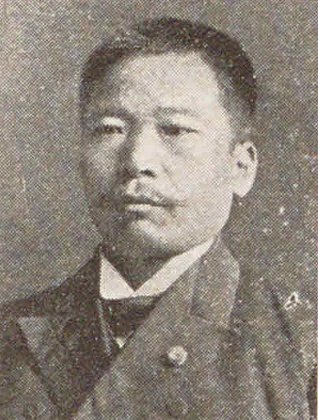
安村竹松

安村 竹松（やすむら たけまつ、1873年（明治6年）10月16日 - 1946年（昭和21年）12月2日）は、日本の政治家、弁護士。

## 来歴・人物
1873年（明治6年）10月、和歌山県日高郡南部町（現在のみなべ町）にて出生。
1901年（明治34年）、明治法律学校卒業。第9回文官高等試験に合格し、司法省に入省。司法官試補に任ぜられる。
1903年（明治36年）、司法省を退職し、東京で弁護士を開業。大逆事件の弁護人などを務めた。
1910年（明治43年）、横浜市に移り、1912年（明治45年）5月に神奈川県郡部から第11回衆議院議員総選挙に当選。立憲政友会所属の衆議院議員として活動した。
横浜弁護士会常議員議長、同会長を歴任した。